# Classe ATC M03
La classe ATC M03, dénommée « Myorelaxants », est un sous-groupe thérapeutique de la classification anatomique, thérapeutique et chimique, développée par l'OMS pour classer les médicaments et autres produits médicaux. La classe ATC vétérinaire correspondante dans la classification ATCvet est QM03. Le sous-groupe présenté ici est celui établi par l'OMS, et peut donc différer des versions dérivées utilisées dans certains pays. Il fait partie du groupe anatomique M de la classification, intitulé « Système musculo-squelettique ».

## M03A Myorelaxants à action périphérique

### M03AA Curares
M03AA01 Alcuronium
M03AA02 Tubocurarine
M03AA04 Diméthyltubocurarine (en)

### M03AB Dérivés de la choline
M03AB01 Suxaméthonium

### M03AC Autres ammoniums quaternaires
M03AC01 Pancuronium
M03AC02 Gallamine
M03AC03 Vécuronium
M03AC04 Atracurium
M03AC05 Hexafluronium (en)
M03AC06 Bromure de pipécuronium
M03AC07 Clorure de doxacurium
M03AC08 Bromure de fazadinium
M03AC09 Bromure de rocuronium
M03AC10 Chlorure de mivacurium
M03AC11 Cisatracurium

### M03AX Autres myorelaxants à action périphérique
M03AX01 Toxine botulinique

## M03B Myorelaxants à action centrale

### M03BA Esters de l'acide carbamique
M03BA01 Phenprobamate
M03BA02 Carisoprodol
M03BA03 Méthocarbamol
M03BA04 Styramate (en)
M03BA05 Fébarbamate (en)
M03BA51 Phenprobamate, associations excluant psycholeptiques
M03BA52 Carisoprodol, associations excluant psycholeptiques
M03BA53 Méthocarbamol, associations excluant psycholeptiques
M03BA71 Phenprobamate, associations avec psycholeptiques
M03BA72 Carisoprodol, associations avec psycholeptiques
M03BA73 Méthocarbamol, associations avec psycholeptiques
QM03BA99 Associations

### M03BB Dérivés oxazolés, thiaziniques et triaziniques
M03BB02 Chlormézanone (en)
M03BB03 Chlorzoxazone
M03BB52 Chlormézanone, associations excluant psycholeptiques
M03BB53 Chlorzoxazone, associations excluant psycholeptiques
M03BB72 Chlormézanone, associations avec psycholeptiques
M03BB73 Chlorzoxazone, associations avec psycholeptiques

### M03BC Éthers chimiquement proches des antihistaminiques
M03BC01 Orphénadrine (citrate)
M03BC51 Orphénadrine, associations

### M03BX Autres myorelaxants à action centrale
M03BX01 Baclofène
M03BX02 Tizanidine
M03BX03 Pridinol (en)
M03BX04 Tolpérisone (en)
M03BX05 Thiocolchicoside
M03BX06 Méphénésine
M03BX07 Tétrazépam
M03BX08 Cyclobenzaprine
M03BX09 Épérisone (en)
M03BX30 Phényramidol (en)
M03BX55 Thiocolchicoside, associations
« QM03BX90 » Guaïfénésine

## M03C Myorelaxants à action directe

### M03CA Dandrolène et dérivés
M03CA01 Dantrolène